# Bronnikov (famiglia)
I Bronnikov (in russo Бронников?) sono stati una famiglia di orologiai ed ebanisti russi, attivi a Vjatka tra il XIX e il XX secolo, nota per aver creato orologi da tasca perfettamente funzionanti, completamente in legno o avorio. 
Il primo membro noto della famiglia fu Ivan Bronnikov (c. 1770-1860), ebanista e tornitore. Suo figlio, Semyon Ivanovitch (1800-1875), realizzò un orologio da tasca interamente in legno per una esposizione del 1837. Si ritiene che il futuro zar Alessandro II fosse stato l'acquirente di questo orologio. Due dei sette figli di Semyon, Mikhail Semyonovitch e Nicolai Semyonovitch, continuarono l'attività paterna. Il figlio di Mikhail, chiamato anch'egli Nicolai fu l'ultimo orologiaio della famiglia. Nicolai Mikhailovitch si spostò a Mosca nel 1909 o nel 1910, lavorando probabilmente presso la manifattura di Paul Buhre. Gli orologi fatti interamente in legno erano costosi, raggiungendo la cifra di 120 rubli, laddove un orologio in oro costava 90-100 rubli. Gli orologi in legno dei Bronnikov non erano concepiti per un utilizzo quotidiano, quanto piuttosto come regali di rappresentanza. Nel 1867 il Ministero degli affari interni russo ordinò due paia di orologi Bronnikov. I Bronnikov ricevettero inoltre un premio in occasione dell'esposizione di San Pietroburgo del 1870. Nel 1873 i Bronnikov parteciparono all'Esposizione internazionale di Vienna e nel 1896 Mikhail Semyonovitch venne premiato con una medaglia d'argento per aver realizzato un originale orologio in legno di palma con catena del medesimo materiale. Tale orologio venne esposto all'esposizione industriale di Nizhny Novgorod. Nel 1900 orologi Bronnikov vennero esposti all'Esposizione di Parigi. Nel 1902 Nicolai Mikhailovitch presentò un orologio in legno di betulla all'esposizione di San Pietroburgo. I meccanismi interni degli orologi Bronnikov erano realizzati in legni di diverse tipologie, tra le quali noce, lonicera, bosso, e bambù; la parte esterna era invece in betulla e bosso; il quadrante era decorato con avorio e madreperla. Gli orologi Bronnikov presentano inoltre la peculiarità di avere gli ingranaggi appoggiati direttamente sul quadrante, il quale era scolpito in un unico pezzo con la cassa. 
Un orologio Bronnikov in legno, osso e avorio, realizzato da Mikhail Semyonovich Bronnikov intorno al 1860, è custodito presso il Patek Philippe Museum di Ginevra. Un altro orologio Bronnikov datato 1865 in osso venne venduto all'asta per la somma di 25.000 dollari nel 2005. Si ritiene che in totale siano stati realizzati circa 500 orologi Bronnikov; di questi circa 250 sono arrivati ai giorni nostri. Molti orologi Bronnikov recano sul retro del fondello il marchio della famiglia; non vi sono tuttavia altri segni distintivi che consentano l'attribuzione precisa di ciascun orologio ad uno specifico membro della famiglia.